# La Jaula (telenovela ecuatoriana)
La Jaula fue una teleserie ecuatoriana  producida  en 1990 por la cadena Ecuavisa, con libreto de Luisa Fernanda Espíndola y dirección de César Carmigniani, protagonizada por Gonzalo Samper, Rosa Victoria Pardo, Jennifer Oeschle y Adriana Manzo, con las participaciones antagónicas de Lucía Rivas, Camila Albán, María Elisa Rodríguez, Carlos Julio Cisneros y Ramiro Pérez.

## Sinopsis
El argumento se centra en la historia de Isabel de Fuentes, mujer encarcelada por presuntamente asesinar a su marido.

## Elenco
- Gonzalo Samper (†)
- Rosa Victoria Pardo
- Jennifer Oeschle
- Adriana Manzo
- Ricardo Williams
- Cristina Rodas
- Ramiro Pérez
- Carlos Clonares
- Clara Salgado
- Lucía Rivas
- Camila Albán
- María Elisa Rodríguez
- Carlos Julio Cisneros
- Raúl Guarderas

## Legado
La producción escrita por Luisa Fernanda Espíndola destacó por ser la primera teleserie ecuatoriana en abordar desde la ficción el tema de la violencia de género.
El tema principal, "Sobre arenas movedizas", fue interpretado por Ricardo Williams y Denise Sullivan.